# Liberias damlandslag i fotboll
Liberias damlandslag i fotboll representerar Liberia i fotboll på damsidan. Dess förbund är Liberia Football Association.